# Praxillella tricirrata
Praxillella tricirrata är en ringmaskart som beskrevs av Moore 1906. Praxillella tricirrata ingår i släktet Praxillella och familjen Maldanidae. Inga underarter finns listade i Catalogue of Life.